# غونزالو غاليندو
غونزالو غاليندو (بالإسبانية: Gonzalo Galindo)‏ هو لاعب كرة قدم ومدرب كرة قدم بوليفي، ولد في 20 أكتوبر 1974 في كوتشابامبا في بوليفيا. شارك مع منتخب بوليفيا لكرة القدم. أما مع النوادي، فقد لعب مع أليانزا ليما وذي سترونغيست ونادي إيميلك ونادي بوليفار ونادي خورخي ويلسترمان ونادي ريال بوتوسي.

## وصلات خارجية
- غونزالو غاليندو على موقع الاتحاد الدولي (مؤرشف)  (الإنجليزية)
- غونزالو غاليندو على موقع إي إس بي إن إف سي (الإنجليزية)
- غونزالو غاليندو على موقع قاعدة بيانات كرة القدم.إي يو (الإنجليزية)
- غونزالو غاليندو على موقع ناشيونال فوتبول تيمز (الإنجليزية)